# Loricaria lata
Loricaria lata är en fiskart som beskrevs av Eigenmann och Eigenmann, 1889. Loricaria lata ingår i släktet Loricaria och familjen Loricariidae. Inga underarter finns listade i Catalogue of Life.